# 大石悦男
大石 悦男（おおいし えつお）は、日本の薬学者（有機合成化学）。学位は薬学博士（静岡薬科大学・1969年）。静岡県立大学名誉教授。
静岡薬科大学薬学部助教授、静岡県立大学薬学部助教授、静岡県立大学大学院生活健康科学研究科教授、静岡県立大学環境科学研究所教授などを歴任した。

## 概要
有機合成化学を専攻する日本の薬学者である。静岡県立大学大学院生活健康科学研究科にて有機合成化学研究室の教授を務め、環境物質科学専攻の専攻長などを歴任した。静岡県立大学の環境科学研究所の教授を経て、名誉教授となる。

## 来歴

### 生い立ち
1958年（昭和33年）、静岡県立静岡高等学校卒業。1966年3月、静岡薬科大学大学院博士課程を中退。大学院では林英作から指導を受けた。

### 薬学者として
1966年4月、静岡薬科大学薬化学教室に助手として採用、1969年（昭和44年）7月、薬学博士。1975年（昭和50年）4月、静岡薬科大学薬化学教室講師、1981年（昭和56年）4月、同教室助教授、1987年（昭和62年）4月、静岡県立大学薬学部に移籍。この間、有機化学、無機化学の講義を担当、多くの卒業論文、修士論文に係わる研究指導に当たった。さらに、1991年（平成3年）4月、静岡県立大学大学院生活健康科学研究科が新設されるにあたり、同研究科環境物質科学専攻有機合成化学研究室(平成7年度より反応化学研究室) 主任教授に任用、環境化学特論、反応化学特論等の講義を担当した。その後、1997年（平成9年）4月、環境科学研究所が本務となり、以来、含窒素複素環化合物に関する研究に従事、新規化合物の合成、またそれら化合物の反応性の系統的解明に精力的に取り組んだ。特に、ベンゾジオキシノピリダジン誘導体(内分泌撹乱物質様誘導体)の化学的反応性及び変異原性の解明に取り組んだ。2005年、静岡県立大学名誉教授。
学内では、評議員を2年、公開講座実施委員長を6年、専攻長を2年務めたのをはじめ、副専攻長、倫理委員等各種委員会委員を歴任。特に、生活健康科学研究科、同博士後期課程、環境科学研究所の立ち上げに貢献、環境物質科学専攻、環境科学研究所の礎をつくった。

## 研究
学会活動では、日本薬学会、日本化学会、国際複素環学会(International Society of Heterocyclic Chemistry)等の会員として活躍、国内および国際学会で研究成果を発表、複素環化学の発展に寄与した。社会活動、対外活動として、しずおか県民カレッジ・環境学習サポーター養成講座講師、県立大学公開講座および特別講座の講師を務め、一般県民に環境化学物質に関する知識を広めた。

## 論文など
- 大石悦男, 林英作「Phthalazine誘導体に関する研究(第14報)Phthalazine2-OxideとAcetylenic Dienophileとの反応」『藥學雜誌』第103巻第1号、日本薬学会、1983年、34-42頁、doi:10.1248/yakushi1947.103.1_34。
- 杉山千歳, 中嶋圓, 岩本憲人, 増田修一, 大石悦男, 木苗直秀「水道水中の強力な変異原物質3-chloro-4-(dichloromethyl)-5-hydroxy-2(5H)-furanone (MX) の分布と毒性」『水環境学会誌』第27巻第6号、日本水環境学会、2004年、393-401頁、doi:10.2965/jswe.27.393。
- 水道水中の変異原物質MXの付加体形成に関する研究 科学研究費助成事業

## 関連人物
- 林英作（静岡薬科大学名誉教授）